# 常光寺 (八尾市)

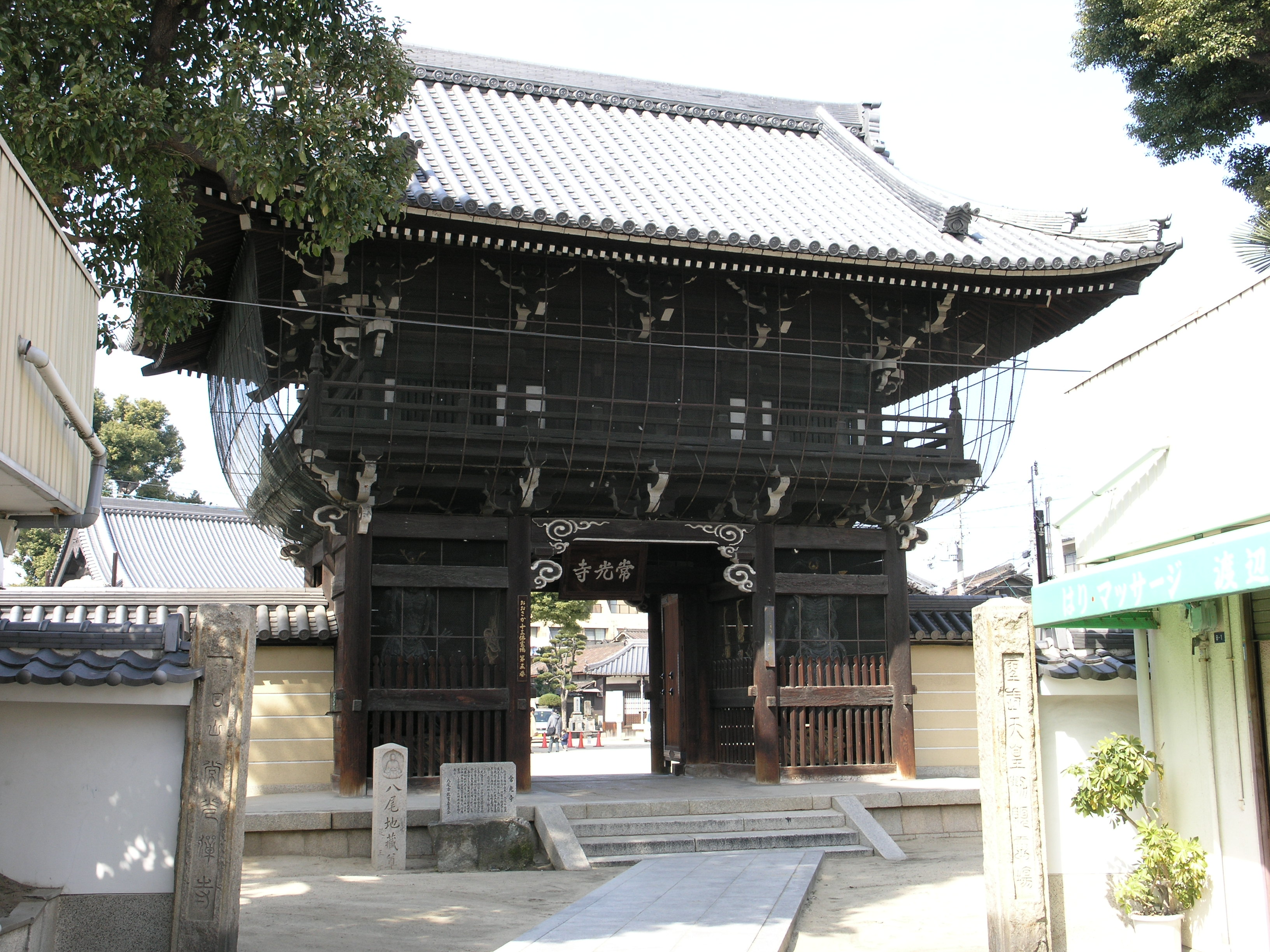
山門

常光寺（じょうこうじ）は、大阪府八尾市本町にある臨済宗南禅寺派の寺院。南禅寺塔頭金地院（以心崇伝が住持を務めた）の末寺で、山号は初日山。 通称は八尾地蔵尊。
本尊は地蔵菩薩で、弘仁年間（810年 – 824年ごろ）、小野篁の作と伝えられている。 山門脇に大坂城の残石と「河内最古之音頭発祥地」の碑がある。また、境内に大坂の陣で戦死した藤堂家の戦死者の墓がある。

## 歴史
奈良時代に僧行基が創建したと伝えられている。当初は「新堂寺」と称していた。
南北朝期に戦乱で寺は焼かれ、一旦は荒廃した。至徳2年（1385年）に土豪・藤原盛継により復興、翌年に地蔵尊・阿弥陀堂などを再建した。また室町時代に足利義満から、自筆の 「初日山」「常光寺」 の額が納められ、寺宝として現存する。
大坂の陣において、付近は激戦地となったが、江戸幕府の有力者である以心崇伝が住する金地院の抱え寺であった本寺は、開戦に先立つ慶長19年（1614年）10月に京都所司代（徳川方）から禁制を受け、戦禍を免れた。 徳川方の武将・藤堂高虎は本堂の北にある住職の居間（方丈）の縁側に敵方の首級を並べて「首実検」をしたという。その縁板は後に方丈の西廊下の天井として貼り替えられた。 おびただしい血痕がついていたため、「血天井」と称された。

## 行事
- 大般若会（4月）
- 地蔵盆会（8月23日、24日）
  - 八尾は「河内音頭」発祥の地とされているが、特に常光寺で伝えられている 「流し節正調河内音頭」 は、その原型とされ、「日本の音風景100選」に選定されている。

## 交通
- 近鉄大阪線「八尾駅」から徒歩で約10分。